# アーカム計画
『アーカム計画』（アーカムけいかく、原題：Strange Eons）は、ロバート・ブロックによるアメリカの長編小説。
『ウィスパーズ・プレス』から1979年に刊行された。日本では1988年に創元推理文庫から刊行。

## 概要
クトゥルー神話を基にした本作は、現代および近未来を舞台にした三部構成になっており、異なる三人の主人公の物語が描かれている。
作中にはハワード・フィリップス・ラヴクラフトと親交の深い著者のパロディやセルフオマージュが盛り込まれている。

## あらすじ

### 1章
キースが骨董店で入手した絵画を見るなり、友人は「ピックマンのモデルだ」と驚愕し戦慄する。翌日、店主が惨殺されていた。作り物であるはずの、ラヴクラフトの小説さながらの出来事が、キースの身近で頻発し、キースは探りつつも追い詰められていく。

### 2章
政府は、星の智慧派のナイ神父を、テロの黒幕と疑い追う。キースの別れた妻ケイも巻き込まれ、アーカム計画（ルルイエ攻撃作戦）会議に出席する。

### 3章
時は流れ、近未来。

## 登場人物
- アルバート・キース - 1部主人公。
- ケイ・キース - 2部主人公。
- マーク - 3部主人公。
- ナイ神父

## 日本語訳
- ロバート・ブロック　『アーカム計画』　大瀧啓裕訳、東京創元社〈創元推理文庫〉、1988年11月1日。